# Sinaloa (geslacht)
Sinaloa is een geslacht van rechtvleugeligen uit de familie veldsprinkhanen (Acrididae). De wetenschappelijke naam van dit geslacht is voor het eerst geldig gepubliceerd in 1897 door Scudder.

## Soorten
Het geslacht Sinaloa omvat de volgende soorten:
- Sinaloa behrensi Scudder, 1897
- Sinaloa garabe Otte & Cohn, 2002
- Sinaloa isena Otte & Cohn, 2002
- Sinaloa jubaami Otte & Cohn, 2002
- Sinaloa nitida Scudder, 1897
- Sinaloa peninsulae Scudder, 1897
- Sinaloa pulchella Hebard, 1925
- Sinaloa sipuri Otte & Cohn, 2002
- Sinaloa uri Otte & Cohn, 2002